# Melrose Park (Nowy Jork)
Melrose Park – jednostka osadnicza w Stanach Zjednoczonych, w stanie Nowy Jork, w hrabstwie Cayuga.